# Diócesis de León
La diócesis de León (en latín: Dioecesis Legionensis) es una circunscripción eclesiástica de la Iglesia católica en España. Se trata de una diócesis latina, sufragánea de la archidiócesis de Oviedo. Desde el 21 de octubre de 2020 su obispo es Luis Ángel de las Heras Berzal, de los Misioneros Hijos del Inmaculado Corazón de María.

## Territorio y organización

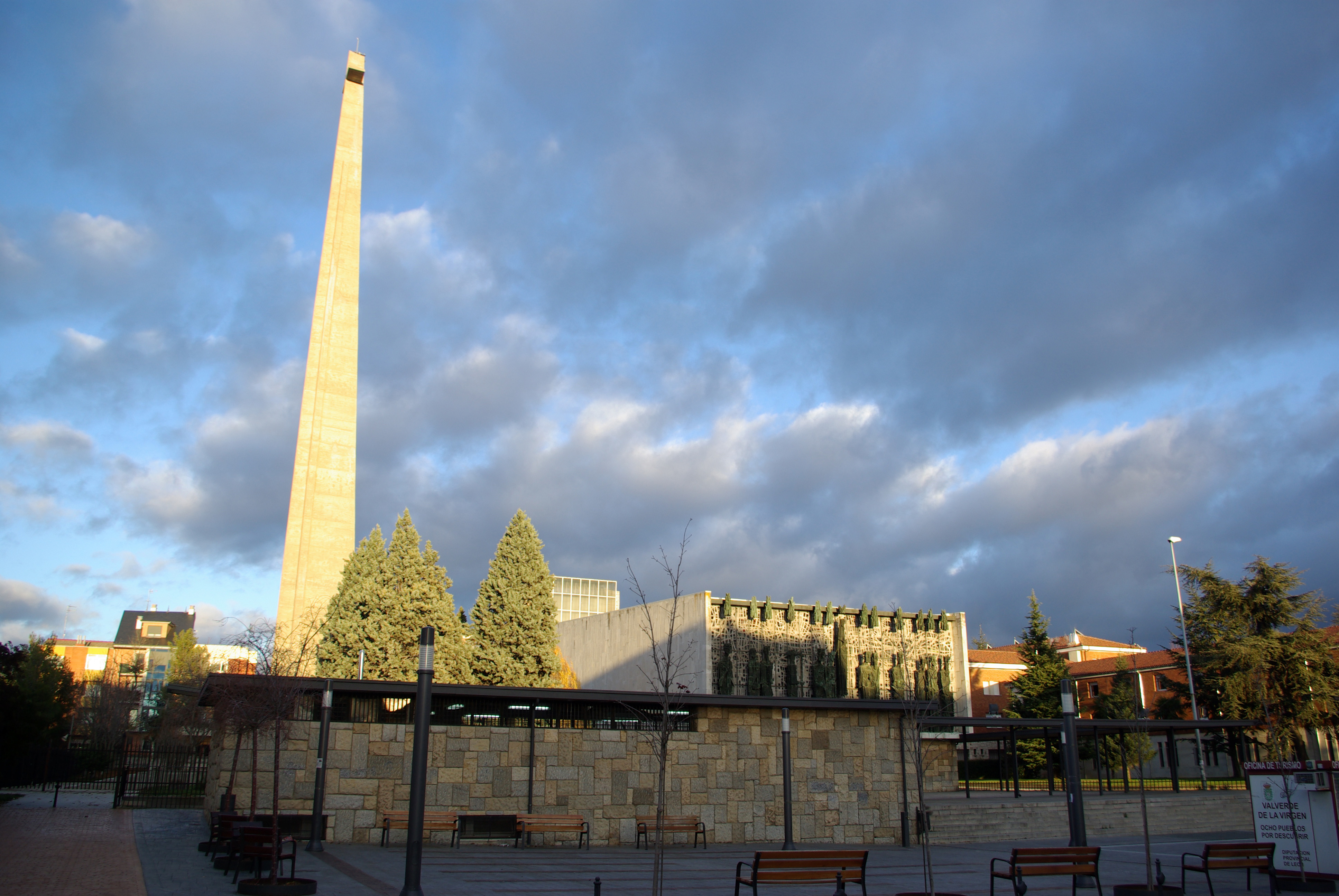
Basílica de la Virgen del Camino

La diócesis tiene 9620 km² y extiende su jurisdicción sobre los fieles católicos de rito latino residentes en parte de la provincia de León en la comunidad autónoma de Castilla y León. 

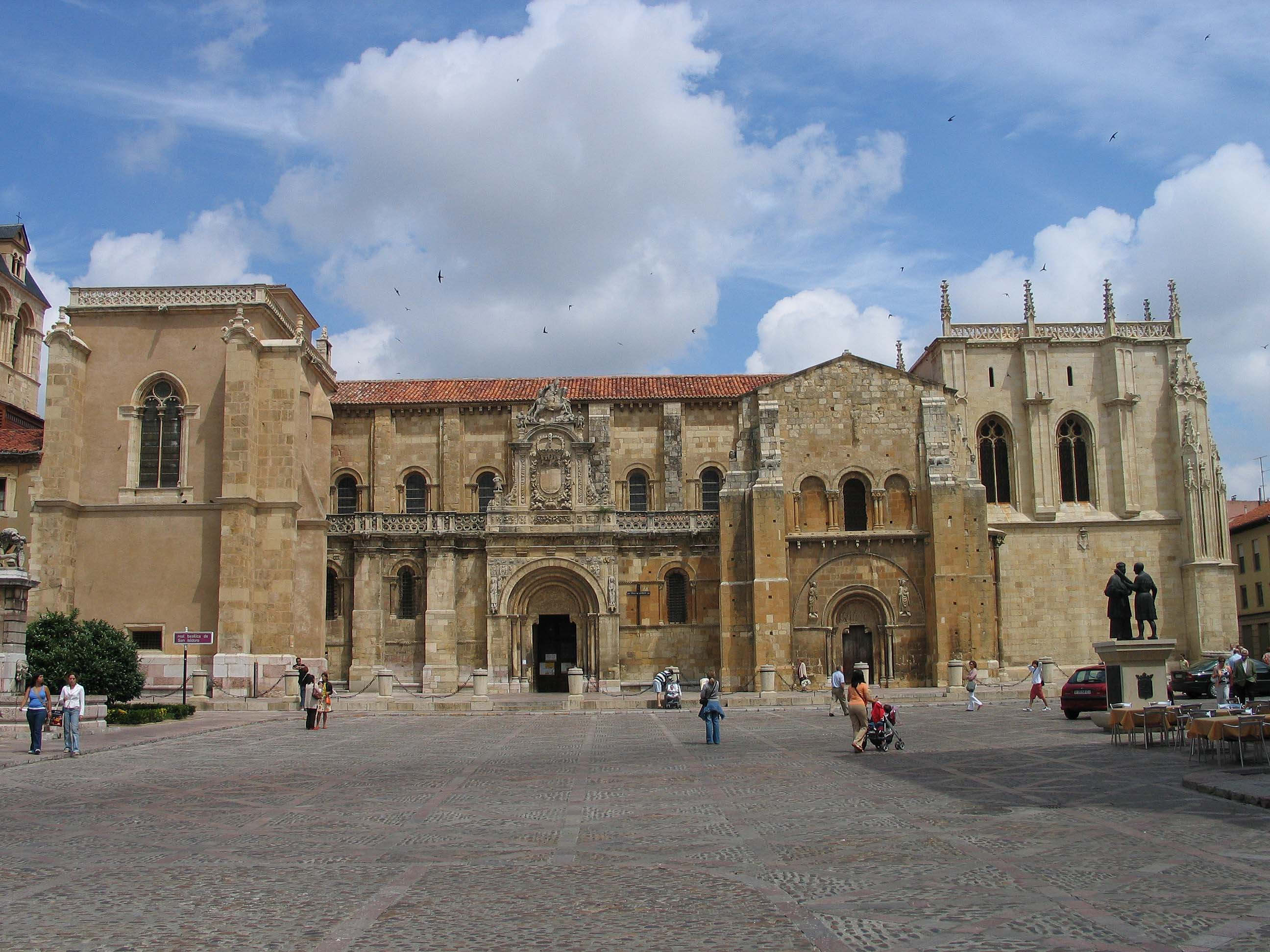
Basílica de San Isidoro, en León

La sede de la diócesis se encuentra en la ciudad de León, en donde se halla la Catedral de Santa María de Regla y la basílica de San Isidoro. En el municipio de Valverde de la Virgen se encuentra la basílica de la Virgen del Camino.

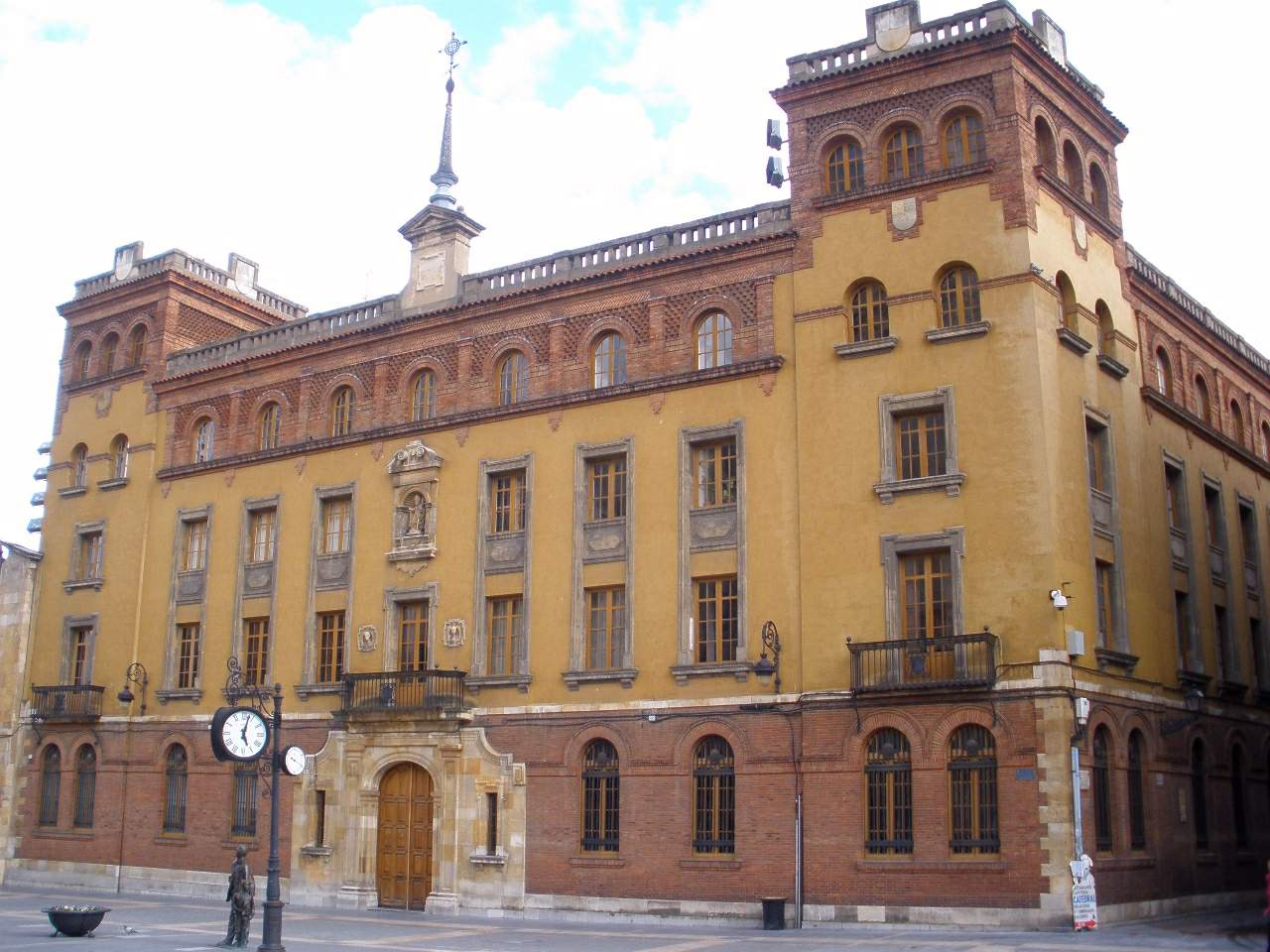
Seminario diocesano de León, ex palacio episcopal

En 2021 en la diócesis existían 757 parroquias agrupadas en 13 arciprestazgos.

## Historia
La diócesis tiene orígenes antiguos. Los primeros obispos históricamente documentados son Basilídes y Sabino, envueltos en una controversia a mediados del siglo III, mencionada en la epístola 68 de Cipriano de Cartago, dirigida a las comunidades de León-Astorga y Mérida, en 254 sobre la cuestión de sus obispos libeláticos, Basílides y Marcial. En ella aparece, como obispo depuesto de León-Astorga, Basílides, a quien sustituye Sabino. Los historiadores creen que en la primera época de su historia la diócesis de León estuvo unida a la diócesis de Astorga. Además de Basilídes y Sabino, las cronologías también asignan a ambas diócesis al obispo Decencio, que participó en el Concilio de Elvira (fecha incierta entre 300 y 324). Posteriormente, hasta finales del siglo VIII, ya no se conocen obispos de León, y sobre todo ninguno de ellos está documentado en época visigoda y en los concilios de esa época, lo que hace suponer a los historiadores que tras las primeras certificaciones la comarca de León pasó a formar parte de la diócesis de Astorga.
La invasión sarracena borró la existencia de la Iglesia o al menos no hay noticias de ella, silencio que han interpretado unos para demostrar su incorporación a la diócesis de Astorga, mientras que otros ven confirmado así el privilegio de la exención que gozó siempre la diócesis de León. El primer obispo tras la Reconquista (hacia mediados del siglo VIII) fue Suintila en 792, pero no fue hasta la segunda mitad del siglo IX cuando se completó la lista episcopal de León. A principios del siglo X, León se convirtió en capital del Reino de León, y en esa ocasión, durante el episcopado de Frunimio II (915-928), se levantó la catedral de Santa María, que fue construida sobre los restos de las antiguas termas romanas.
De la diócesis se habla en la falsa Hitación de Wamba. En 988 con la destrucción, por Almanzor, de la ciudad de León, los obispos se vieron obligados a la restauración material y espiritual de la diócesis. Obispos conocidos fueron san Froilán, Cixila, Frunimio, Pelagio y san Alvito. Durante la Alta Edad Media, los obispos de León, como residencia de reyes, fueron los grandes consejeros de la Corte y vivieron íntimamente ligados a ella, cooperando, junto con los monjes, a la recristianización de las tierras conquistadas.
En 1063 el rey Fernando I de León llevó a León desde Sevilla las reliquias de san Isidoro de Sevilla, fomentando su culto.
Con respecto al privilegio de exención, en 1099 el papa Urbano II, por bula, asignó al metropolitano de la archidiócesis de Toledo como sufragáneas a las diócesis de León, Oviedo y Palencia. El obispo Pedro I, en unión de su cabildo, expuso al papa los fundamentos de su privilegio, y el papa Pascual II, en bula del 15 de abril de 1104 confirmó a perpetuidad dicha exención. En 1593 el prelado de Burgos intentó nuevamente, sin conseguirlo, incorporar a su metrópolis las diócesis exentas de León y Oviedo. El privilegio de exención de metropolitano lo gozó la diócesis hasta el concordato de 1851, en el que se estableció en su artículo 8 la supresión de las exenciones de León y Oviedo. 
En 1120 el obispo Diego procedió a una reforma del cabildo de canónigos de la catedral y a finales de siglo quedó integrado por tres categorías de canónigos: las dignidades (prior, deán, primicerio, tesorero y archidiáconos), los canónigos mayores y los cánones menores. El capítulo quedó exento de la jurisdicción del obispo, lo que aumentó su poder a lo largo de los siglos y que posteriormente fue ocasión de diversos pleitos y juicios entre el obispo y los canónigos.
A finales del siglo XII se emprendió la construcción de una nueva catedral por parte del obispo Manrique de Lara (1181-1205), en el solar de la anterior, que fue terminada en el siglo XIV.
En los siglos XIII y XIV se celebró en León un sínodo diocesano en la festividad de san Bartolomé, en el que estaba obligado a participar un tercio del clero diocesano. Sin embargo, a partir de 1426, estos sínodos anuales se volvieron cada vez más raros.
El obispo Francisco Trujillo García (1578-1592) convocó cuatro sínodos diocesanos para aplicar los decretos de reforma del Concilio de Trento, al que asistió como teólogo. En 1606 Andrés de Casso fundó el seminario episcopal, que fue renovado y ampliado por Francisco de la Torre Herrera en 1730.
Tras el Concordato de 1851 la diócesis pasó a ser sufragánea de la archidiócesis de Burgos.
Los obispos de León han gozado desde la Edad Media del título de conde de Colle y señor de las Arrimadas y Vegamián, donde la mitra tenía, hasta la desamortización, grandes posesiones y el patronato de todas las iglesias de estas vicarías. El obispo Luis Almarcha Hernández (prelado desde 1944 hasta 1970) renunció a esos títulos.
El 17 de octubre de 1954, con el decreto Quum sollemnibus Conventionibus de la Congregación Consistorial, se dio aplicación práctica al concordato de 1953, que había establecido que las fronteras eclesiásticas coincidieran con las de las provincias civiles. La diócesis de León cedió más de 220 parroquias a las cercanas sedes de Valladolid, Zamora y Palencia, y al mismo tiempo adquirió casi 200 de las diócesis de Oviedo, Astorga y de Palencia.
El 27 de octubre de 1954 pasó a formar parte de la provincia eclesiástica de Oviedo.
Otros cambios territoriales se produjeron el 2 de noviembre de 1955 y el 19 de septiembre de 1956 mediante los decretos Initis inter de la Congregación Consistorial, con la cesión de varias parroquias a la diócesis de Santander, y la adquisición de otras 25 a la diócesis de Astorga.

## Estadísticas
Según el Anuario Pontificio 2022 la diócesis tenía a fines de 2021 un total de 298 480 fieles bautizados.
| Año                                                                             | Población            | Población | Población      | Sacerdotes | Sacerdotes    | Sacerdotes    | Bautizados por sacerdote | Diáconos permanentes | Religiosos | Religiosos | Parroquias |
| Año                                                                             | Bautizados católicos | Total     | % de católicos | Total      | Clero secular | Clero regular | Bautizados por sacerdote | Diáconos permanentes | Varones    | Mujeres    | Parroquias |
| ------------------------------------------------------------------------------- | -------------------- | --------- | -------------- | ---------- | ------------- | ------------- | ------------------------ | -------------------- | ---------- | ---------- | ---------- |
| 1950                                                                            | 270 987              | 270 987   | 100.0          | 689        | 630           | 59            | 393                      |                      | 210        | 619        | 816        |
| 1970                                                                            | 320 708              | 320 708   | 100.0          | 744        | 539           | 205           | 431                      |                      | 402        | 1113       | 764        |
| 1980                                                                            | 323 500              | 325 000   | 99.5           | 658        | 466           | 192           | 491                      |                      | 322        | 1068       | 755        |
| 1990                                                                            | 295 792              | 316 242   | 93.5           | 570        | 415           | 155           | 518                      |                      | 291        | 844        | 755        |
| 1999                                                                            | 319 382              | 321 882   | 99.2           | 470        | 352           | 118           | 679                      | 2                    | 239        | 796        | 756        |
| 2000                                                                            | 318 042              | 320 542   | 99.2           | 476        | 347           | 129           | 668                      | 1                    | 261        | 796        | 756        |
| 2001                                                                            | 316 504              | 319 104   | 99.2           | 467        | 346           | 121           | 677                      | 2                    | 240        | 778        | 756        |
| 2002                                                                            | 316 654              | 317 854   | 99.6           | 452        | 336           | 116           | 700                      | 2                    | 233        | 726        | 756        |
| 2003                                                                            | 315 552              | 316 832   | 99.6           | 443        | 326           | 117           | 712                      | 1                    | 230        | 736        | 756        |
| 2004                                                                            | 314 172              | 315 452   | 99.6           | 438        | 323           | 115           | 717                      | 1                    | 222        | 744        | 756        |
| 2013                                                                            | 309 690              | 315 868   | 98.0           | 385        | 285           | 100           | 804                      | 1                    | 171        | 516        | 757        |
| 2016                                                                            | 305 860              | 312 196   | 98.0           | 356        | 261           | 95            | 859                      | 3                    | 165        | 501        | 757        |
| 2019                                                                            | 301 692              | 308 071   | 97.9           | 339        | 233           | 106           | 889                      | 4                    | 158        | 692        | 757        |
| 2021                                                                            | 298 480              | 305 030   | 97.9           | 273        | 197           | 76            | 1093                     | 5                    | 155        | 488        | 757        |
| Fuente: Catholic-Hierarchy, que a su vez toma los datos del Anuario Pontificio. |                      |           |                |            |               |               |                          |                      |            |            |            |

En el curso 2017-2018 se formaron 23 seminaristas en la diócesis: 5 seminaristas en el Seminario Mayor diocesano y 18 en el Seminario Redemptoris Mater local.